# 塘鱧
塘鱧（学名：Eleotris acanthopoma），俗名黑咕嚕仔、刺蓋塘鱧、蓋刺塘鱧，為輻鰭魚綱塘鱧科的其中一種。

## 亞種
- Eleotris acanthopoma acanthopoma Bleeker, 1853–刺蓋塘鱧
- Eleotris acanthopoma hainanensis Wu，1991–海南刺蓋塘鱧

## 分布
本魚分布於西太平洋區，包括臺灣、中國、香港、印尼、菲律賓、馬來西亞、澳洲、密克羅尼西亞、新喀里多尼亞、關島等半鹹水、淡水水域，深度0至5公尺。

## 特徵
塘鱧體延長，頭部呈圓筒狀，下頷前突。眼小，位於頭部上方，眼緣具數條不明顯放射紋，唇肥厚，體後半部側扁，前鰓蓋後緣有倒臥的小棘，體被細小的櫛鱗，背前部至眼後方被鱗。體色深褐色，胸鰭大，腹鰭分離，尾柄長，體側鱗片具有深褐色細點，排列成數條縱線，背鰭和尾鰭具有數列深褐色之點紋，第一背鰭硬棘4枚、第二背鰭硬棘1枚、背鰭軟條8枚，縱列鱗63-66枚，背前鱗47-52枚，體長可達14公分。

## 生態
塘鱧生活於熱帶地區，為底棲性魚類，為廣鹽性魚類，喜棲息在河川下游、河口紅樹林區的軟泥底質。白天多躲於石塊、落葉等雜物中，少游動，攻擊力強，屬肉食性，以小型底棲無脊椎動物為食。

## 經濟利用
可做為觀賞魚。